# Istočnosibirsko more
Istočnosibirsko more je rubno more Arktičkog oceana.
Istočnosibirsko more se na proteže od Novosibirskih otoka na zapadu do rta Billings (u Čukotskom autonomnom okrugu) i do Wrangelovog otoka na istoku.
More graniči s Laptevskim morem na zapadu i Čukotskim morem na istoku.